# 珀爾萊克鎮區 (北達科他州拉穆爾縣)
珀爾萊克鎮區（英語：Pearl Lake Township）是位於美國北達科他州拉穆爾縣的一個鎮區。

## 地方資料
珀爾萊克鎮區的面積為93.33平方千米，當中陸地面積為91.35平方千米，而水域面積為1.98平方千米。根據2020年美國人口普查的數據，當地共有人口73人，而人口密度為每平方千米0.78人。